# Isla de Santa Anastasia
Isla de Santa Anastasia (en búlgaro: остров св. Анастасия, ostrov Sv. Anastasiya, antes llamada «Isla bolchevique», остров Болшевик) es un islote de Bulgaria en el Mar Negro. Se encuentra a 1,5 km de la costa, cerca de Burgas, a 12 metros sobre el nivel del mar, y abarca un territorio de 0,01 km². Es la única isla habitada de la costa búlgara del mar Negro. 
La isla posee suministro de electricidad y agua potable. Recibe el nombre del antiguo convento de Santa Anastasia que se encuentra en ella. El convento había existido desde la Edad Media y fue reconstruido durante los siglo XVIII y 19. Fue abandonado desde 1923, cuando la isla se transformó en una prisión. 
En 1925, un grupo de 43 presos políticos (comunistas y antifascistas), dirigido por Teohar Bakardzhiev, se rebeló y escapó de la isla, para luego huir a la Unión Soviética. En su honor, la isla pasó a llamarse bolchevique  cuando los comunistas llegaron al poder en 1945. El director de cine búlgaro Rangel Valchanov basó su película de 1958 en este evento de la pequeña isla (búlgaro: "На малкия остров")
Hoy en día, hay un faro situado en la isla, así como un bar, un pequeño muelle y varios edificios para dar cabida a los turistas. 
Un periódico búlgaro informó en 2006 que el líder del Movimiento por Derechos y Libertades, Ahmed Dogan, visitó la isla y expresó su deseo de privatizarla. La Iglesia Cristiana Ortodoxa de Bulgaria, sin embargo, demandó que la isla es de su propiedad.